# Pleurotomella parella
Pleurotomella parella é uma espécie de gastrópode do gênero Pleurotomella, pertencente a família Raphitomidae.